# Porphyra
La Porphyra (Πορφύρα) era un edificio parte del Gran Palazzo di Costantinopoli, dove tradizionalmente nascevano i bambini imperiali. Chiunque fosse nato qui poteva rivendicare l'epiteto Porphyrogennetos.

## Storia
La Porphyra fu menzionata per la prima volta nel 797 da Teofane. Secondo Anna Comnena, era un edificio a forma di cubo con un tetto a forma di piramide. Le finestre offrivano una vista sul porto di fronte al Palazzo del Bucoleone. Il pavimento e le pareti erano ricoperti di porfido purpureo picchiettato con puntini bianchi, che "gli imperatori precedenti avevano portato da Roma", così che questo materiale diede il nome alla stanza.
Questa pietra, riservata esclusivamente alla casa imperiale, proveniva originariamente dalla cava imperiale di Mons Porphyrites, l'unico deposito conosciuto di porfido purpureo nel deserto orientale dell'Egitto.